# Act Naturally
Az Act Naturally egy dal, amelyet Johnny Russell írt, Voni Morrison-t megjelölve a dalszöveg szerzőjeként, a kiadói jogokat pedig Buck Owensre ruházták át. Eredetileg Buck Owens and the Buckaroos vette fel, akinek a verziója 1963-ban a Billboard Country Singles toplistájának első helyére került, listavezetővé téve azt.
A dal egy olyan ember történetét meséli el, akit megzavartak, és emiatt játszhatja egy szomorú és magányos ember filmjében anélkül, hogy bármit is tudna a színészetről. Sok más előadó is feldolgozta a dalt, köztük Loretta Lynn, Dwight Yoakam, a Kidsongs műsor (Debbie Lytton előadásában) és Mrs. Miller. A legismertebb másik verzió az 1965-ből származik a The Beatles együttestől. Ringo Starr előadásában a a Beatles-szel, majd később a saját His All-Starr Band együttesével is egy kiemelkedő produkciója lett a fellépéseknek. Owens és Starr 1989-ben felvették a dal duett változatát. A dalt 1978-ban Betty Willis, 2000-ben pedig a Riders in the Sky banda is feldolgozta a Woody's Roundup: A Rootin' Tootin' Collection of Woody's Favourite Songs című albumon.

## The Beatles-változat
A Beatles 1965-ben rögzítette a dalt a Help! albumukhoz, amelyben Ringo Starr dobos énekelt – ez volt azz ötödik alkalma az együttesen belül. A Yesterday B-oldalaként adták ki az Amerikai Egyesült Államokban. Stephen Thomas Erlewine, az Allmusic oldaltól "ideális bemutatónak nevezte Ringo kedves énekét".

### Rögzítés
A dal rögzítése 1965. június 17-én zajlott le, 13 felvétel alkalmával. Az első 12-t nyilvánvalóan az zenei aláfestés kidolgozására használták fel; a fő felvétel a 13. volt, az egyetlen, amelyen énekeltek. Másnap újrakeverték. A The Beatles majdnem rögzített egy dalt mérnökük, Norman Smith segítségével a befejezettnek hitt dalt, amikor rájöttek, hogy Starr még nem énekelt egy dalt se a Help! albumon. Eredetileg az If You've Got Trouble című, szintén Starr által énekelt dalt szánták az albumra, de elégedetlenek voltak az eredménnyel, és az Act Naturally-t vették fel a helyére. Sokáig ez volt az utolsó zenei feldolgozás az együttes részéről, egészen az 1969-es Let It Be ülésekig.

### Megjelenése
Mivel a Capitol Records verziója az amerikai albumon csak a Help! című filmben megjelent dalokat tartalmazza, plusz a filmhez írt dalokat, így a kiadó nem adta ki a Yesterday és az Act Naturally dalokat, és 
nem az albumhoz kapcsolódó kislemezként jelentette meg őket. Az amerikai kislemez B-oldalaként az Act Naturally 1965 októberében a 47. helyig jutott. A két dal első amerikai megjelenése a Yesterday and Today címet viselő albumon jelent meg, amely 1966. június 20-án adtak ki az Amerikai Egyesült Államokban.
Amikor a kislemezt 1971-ben újra kiadták az Apple Records gondozásában, az Act Naturally a "teljes alma" oldallal, a Yesterday pedig a "szeletelt alma" oldallal jelent meg. Ez azért van, mert az Act Naturally volt az A-oldal, és mindig is így szerepelt a Capitol aktáiban.

### Szereplések
A The Beatles a The Ed Sullivan Show 1965. szeptember 12-ei adásában (amelyet augusztus 14-én rögzítettek) való megjelenés során adta elő a dalt. Az 1965. augusztus 15-ei híres Shea Stadion koncertjén is eljátszották és néhány koncerten az együttes 1965-ös amerikai turnéja során (felváltva Starr másik ismert dalával, az I Wanna Be Your Man-nel).
A dalt szorosan Starrral azonosítják, és 1989-től kezdve a Ringo Starr & His All-Starr Band minden turnéján és gyakorlatilag minden fellépésén előadta.

### Közreműködött
Ian MacDonald szerint:
- Ringo Starr – ének, dob, dobverő
- Paul McCartney – vokál, basszusgitár
- John Lennon – akusztikus ritmusgitár
- George Harrison – szólógitár

## Fordítás
Ez a szócikk részben vagy egészben  az   Act Naturally című angol Wikipédia-szócikk fordításán alapul.  Az eredeti cikk szerkesztőit annak laptörténete sorolja fel. Ez a jelzés csupán a megfogalmazás eredetét és a szerzői jogokat jelzi, nem szolgál a cikkben szereplő információk forrásmegjelöléseként.